# ۲۴سون‌آفیس
۲۴سون‌آفیس (انگلیسی: 24SevenOffice) شرکت نرم‌افزار نروژی است، که در سال ۱۹۹۷ تأسیس شد.